# Ibráhím ibn Jákúb

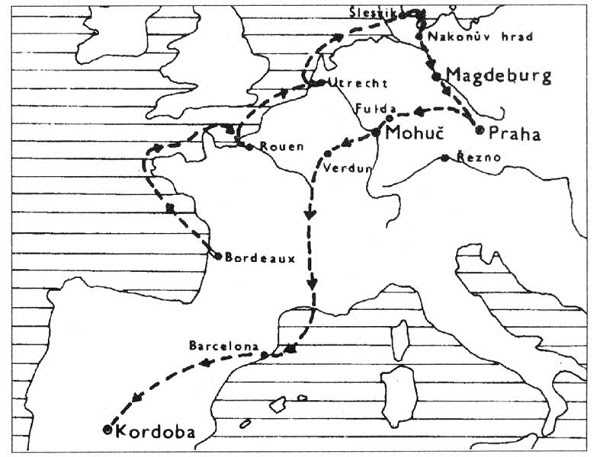
Trasa Ibráhíma ibn Jákúba

Ibráhím ibn Jákúb (arabsky إبراهيم بن يعقوب الإسرائيلي الطرطوشي‎, Ibráhím bin Jaʿkúb al-Isrá'ílí at-Turtúší, hebrejsky אברהם בן יעקב‎, Avraham ben Ja'akov) byl židovský arabsky mluvící kupec z al-Andalusu (muslimské označení pro Pyrenejský poloostrov) žijící v 10. století, který napsal spis o své cestě Evropou. Ibráhímova zpráva informuje o střední Evropě v roce 965 či 966 a obsahuje nejstarší známý popis Prahy.

## Život a dílo
Podle českého historika Dušana Třeštíka nebyl Ibráhím ibn Jákúb pouhým kupcem, neboť na to měl prý příliš rozsáhlé vzdělání a rozhodně se nepohyboval po hlavních obchodních trasách. Třeštík jej považuje za diplomata, neoficiálního vyslance córdobského chalífy al-Hakama II., který jel navštívit císaře Otu I. do Magdeburku.
Ibráhím o svých cestách pořídil písemné pojednání, i když si při jeho tvorbě nečinil literární ambice; z díla se dodnes dochovaly pouze úryvky v pracích jiných autorů. Z pera Ibrahíma ibn Jákúba pochází například popis jižní Evropy a mimo jiné i nejstarší známý popis Prahy a svědectví, že český kníže tehdy ovládal také Krakovsko: jmenuje totiž Boleslava I. jako vládce Prahy, Bohemie a Krakova, zatímco polský Měšek I. je pro něj králem severu.

## Popis Prahy
| „                      | Město Frága je vystavěno z kamene a vápna a je největším městem co do obchodu. | “ |
| — začátek popisu Prahy |                                                                                |   |

Praha v té době tedy podle Ibráhíma bylo výstavné město s kamennými stavbami a velké obchodní centrum, kam přicházeli Rusové a Slované z Krakova, židé i muslimové. Prodávali se zde otroci, cín, kožešiny a potraviny.
Významný je také jeho popis tehdejších platidel – podle něj se na pražském tržišti směňovalo za 1 denár 10 plátének. Lehká pláténka byla běžným platidlem, snad odtud také pochází české slovo platit a pravděpodobně i trh. 1 denár pak měl stačit ke koupi množství pšenice nebo žita potřebného k obživě jednoho člověka na měsíc, nebo deseti slepic.